# سد بوواتینا
سد بوواتینا (به لاتین: Bowatenna Dam) یک سد وزنی در سری‌لانکا است که در Bowatenna واقع شده‌است.